# Synclitodes decoripennis
Synclitodes decoripennis is een vlinder uit de familie van de grasmotten (Crambidae), uit de onderfamilie van de Acentropinae. De wetenschappelijke naam van deze soort is voor het eerst gepubliceerd in 1974 door Eugene Gordon Munroe.
De soort komt voor in Bolivia.